# Striegel (Tierpflege)

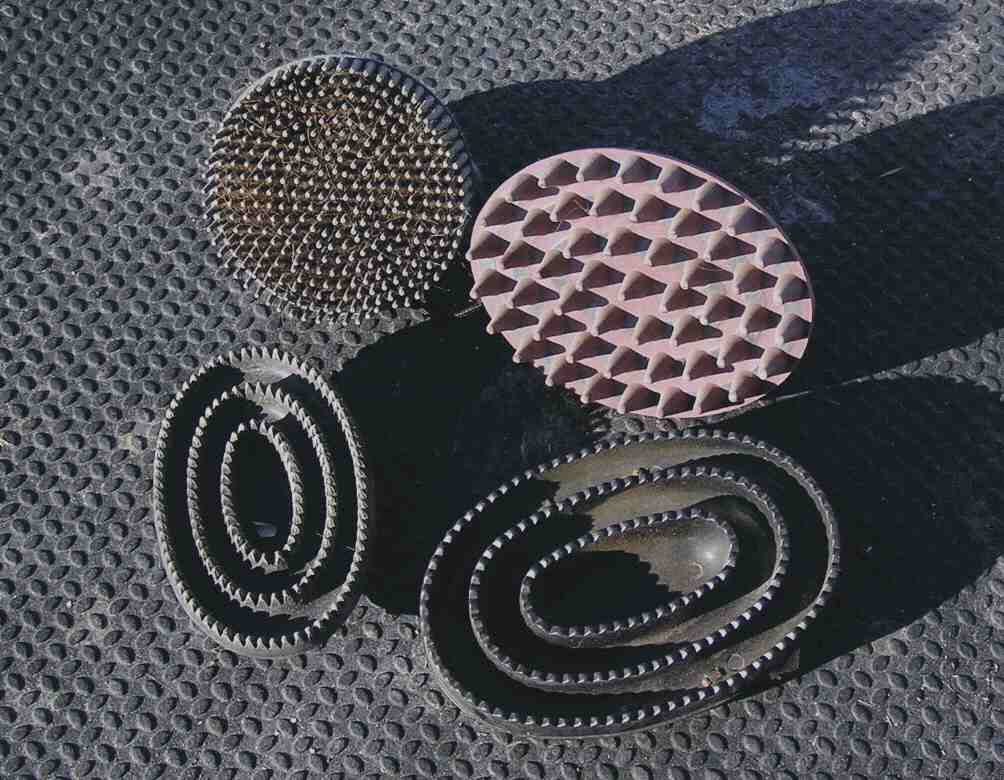
Verschiedene Striegeltypen

Der Striegel ist ein einfaches Werkzeug zur Pflege von Tieren mit Fell, insbesondere zur Pferdepflege. Mit dem Striegel wird das Fell gegen den Strich gebürstet und dadurch grob gereinigt und die Muskeln massiert.
Nach dem Striegeln wird das Fell mit einer Kardätsche sauber gereinigt und glatt gestrichen. Striegel bestehen entweder aus Gummi, Kunststoff oder Metall, die gezähnte Rippen aufweisen.
Das Wort Striegel leitet sich ab vom lateinischen Strigilis, einem schmalen gekrümmten Instrument der täglichen Körperpflege, mit dem sich die Römer in der Antike den Schweiß und den Dreck von ihrem vorher eingeölten Körper schaben ließen.